# Écomusée de Bergslagen
L'écomusée de Bergslagen (en suédois Ekomuseum Bergslagen) est un écomusée comprenant plus de 60 sites de la région minière de Bergslagen, dans les comtés de Västmanland et de Dalécarlie dans le centre de la Suède. Il a été fondé en 1986 a l'initiative des communes de la région et des musées régionaux du Västmanland et de la Dalécarlie.
Les sites du musées sont principalement des mines, fourneaux et forges, permettant de retracer l'histoire de l'industrie du fer dans cette région. Le Bergslagen a non seulement eu un rôle essentiel dans le développement de l'économie suédoise mais aussi un rôle clef dans le développement technologique de l'industrie du fer à l'échelle mondiale. Lapphyttan par exemple est l'un des plus anciens hauts fourneaux européens attestés, et les forges d'Engelsberg sont classées au patrimoine mondial.